# Лопес Хименес, Фанни
Фанни Лопес Хименес (исп. Fanny López Jiménez; родилась в 1970 году в Тустле-Гутьеррес, штат Чьяпас) — мексиканская учёная-археолог, известная своими раскопками в Паленке, включая открытие Гробницы Красной королевы.

## Биография
Лопес Хименес переехала в Сан-Кристобаль-де-лас-Касас, чтобы поступить в Автономный университет Чьяпаса, где намеревалась изучать социологию, экономику или социальную антропологию. Затем она изучала археологию в Национальной школе антропологии и истории в Мехико. Свою первую полевую работу она провела в Лагартеро, недалеко от Комитана, а вскоре, в 1991 году, начала проводить раскопки в Паленке, к северу от Эль-Паласио. Проведя некоторые раскопки в Темпло Майор под кафедральным собором Мехико и проработав короткое время в Региональном центре Национального института антропологии и истории в Тустла-Гутьеррес, она вернулась в Паленке. Там она нашла семь гробниц.
Останки Красной Королевы были обнаружены ею во внутреннем фундаменте Храма XIII 11 апреля 1994 года. Она выполняла рутинные работы по стабилизации храма, примыкающего к Храму Надписей, и заметила небольшую трещину на лестнице, частично прикрытую каменной кладкой и сорняками. Используя фонарик и зеркало, она заглянула в узкий проход, скрытый за лестницей, который, казалось, вел к запечатанной двери. Она немедленно уведомила руководителя группы Арнольдо Гонсалеса Круса о своем открытии.
После дальнейших исследований именно Лопес Хименес в своей статье «Quién es la Reina Roja?» («Кто такая Красная Королева?») в журнале Arqueología Mexicana предположила, что ранее неизвестная женщина — это Хун К’Анлеум, «Госпожа 1 Теларанья» («Дама 1 Паутина»), супруга правителя Баакульского царства Кинич-Кан-Хой-Читама II.
Позднее она присоединилась к Междисциплинарной исследовательской программе по Мезоамерике и Юго-Востоку (Proimmse) Института антропологических исследований Национального автономного университета Мексики (UNAM) в Сан-Кристобаль-де-лас-Касас, где работала техническим секретарём. В ходе полевых работ она сделала палеонтологическое открытие мегатерия четвертичного периода — самого полного из когда-либо обнаруженных в Чьяпасе. С января 2015 года она занимала должность директора Регионального музея Чьяпаса Национального института антропологии и истории.
Лопес Хименес замужем за Эктором Эскобаром.